# Ryska federationens gränsbevakning
Ryska federationens gränsbevakning är en truppslag inom Ryska federationens federala säkerhetstjänst med ansvar för gränsövervakning och gränskontroll.

## Uppdrag
- Upprätthålla den Ryska federationens territoriella och fiskala suveränitet genom att förhindra olaga gränsöverträdelser av personer och varor
- Skydda den Ryska federationens ekonomiska intressen och naturresurser till lands och till havs, vari ingår bekämpning av illegal jakt och fiske
- Bekämpa terrorism, utländsk infiltration och andra hot mot den Ryska federationens nationella säkerhet i landets gränsområden

## Organisation
- Gränsbevakningens ledning

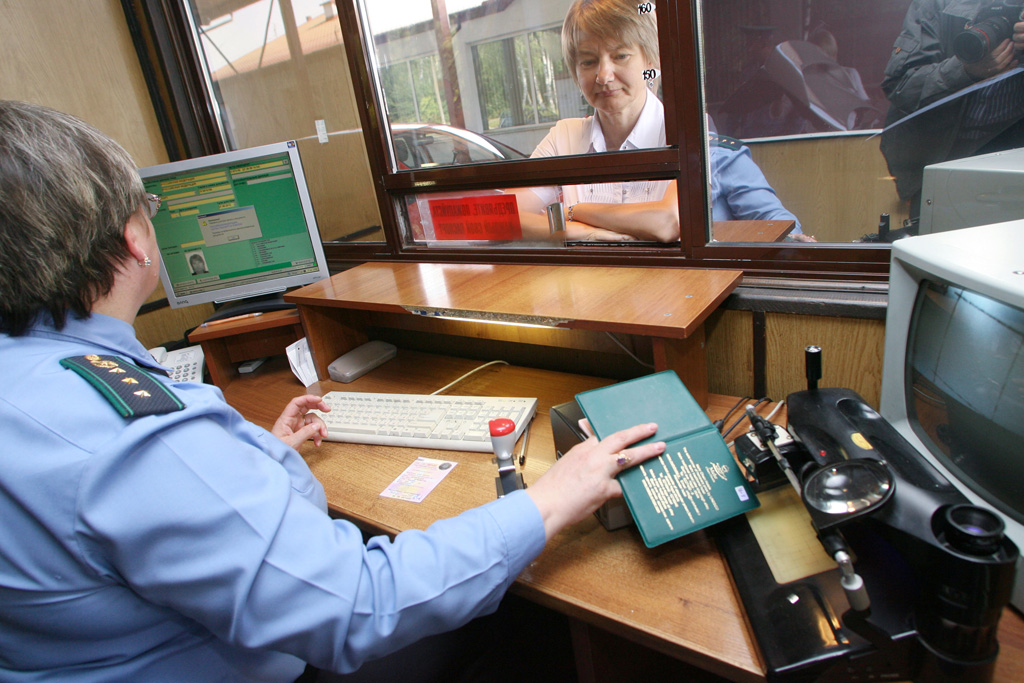
Gränskontroll vid den polska gränsen i Kaliningradområdet.

  - Chef, tillika ställföreträdande chef för  Ryska federationens federala säkerhetstjänst
  - Huvudstab
- 8 regioner (en för vart och ett av Rysslands federala distrikt)
  - 39 gränsmyndigheter
- Ryska federationens kustbevakning
- Utbildningsanstalter
  - Gränsbevakningens militärhögskolor i Moskva, Golitsyn, Kaliningrad, Kurgan och Chabarovsk
  - Kustbevakningens högskola i Anapa
  - Gränsbevakningens första kadettkår (militärgymnasium) i Gatjina

## Militärhögskolor
Ryska federationens gränsbevakning har fem militärhögskolor i Chabarovsk, Golitsyn, Kaliningrad, Kurgan och Moskva, som ger grundläggande utbildning för gränsbevakningens officerare och specialistofficerare (прапорщики).

### Officerare
| Program          | Militärhögskola | Utbildningens längd | Eхamen                   | Grad efter genomförd utbildning |
| ---------------- | --------------- | ------------------- | ------------------------ | ------------------------------- |
| "Rättsvetenskap" | Ch G Ka Ku M    | 5 år                | Yrkesexamen som jurist   | Löjtnant                        |
| "Psykologi"      | G               | 5 år                | Yrkesexamen som psykolog | Löjtnant                        |
| "Radioteknik"    | G               | 5 år                | Civilingenjörsexamen     | Löjtnant                        |

- Ch = Chabarovsk, G = Golitsyn, Ka = Kaliningrad, Ku = Kurgan, M = Moskva.

Källa:

### Specialistofficerare
| Program                                                | Militärhögskola | Utbildningens längd | Eхamen              | Grad efter genomförd utbildning |
| ------------------------------------------------------ | --------------- | ------------------- | ------------------- | ------------------------------- |
| "Rättsvård"                                            | G Ka Ku M       | 2 år 9 mån          | Yrkeshögskoleexamen | Fänrik                          |
| "Flerkanaliga radiosystem"                             | G               | 2 år 9 mån          | Teknikerexamen      | Fänrik                          |
| "Underhåll och reparationer av elektronisk utrustning" | Ka              | 2 år 9 mån          | Teknikerexamen      | Fänrik                          |
| "Underhåll av datorer och datasystem"                  | Ka              | 2 år 9 mån          | Teknikerexamen      | Fänrik                          |

- Ch = Chabarovsk, G = Golitsyn, Ka = Kaliningrad, Ku = Kurgan, M = Moskva.

Källa:

## Bildgalleri

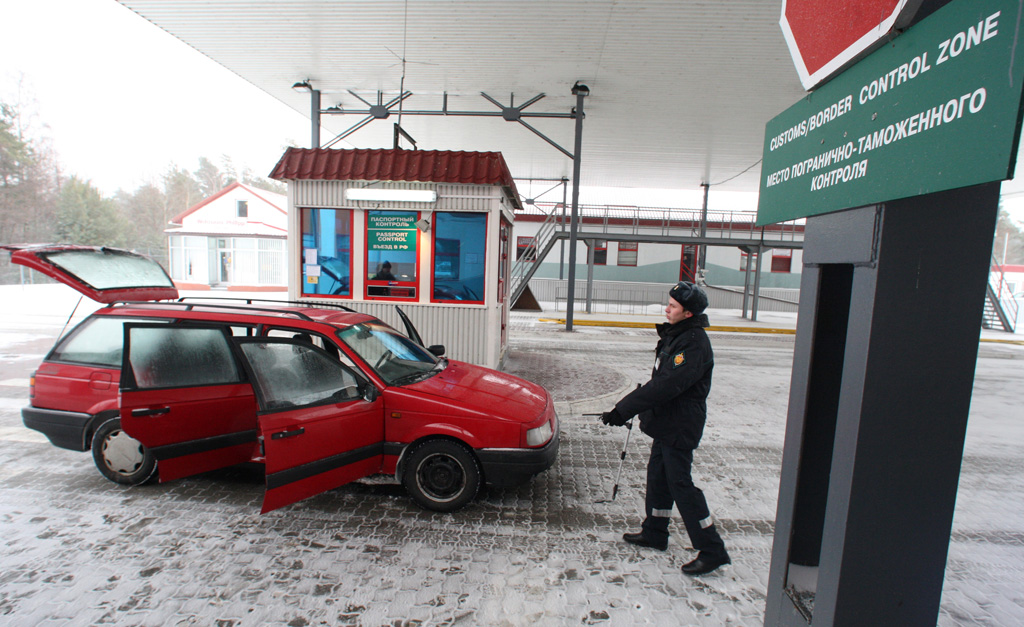
Gränskontroll vid litauiska gränsen.
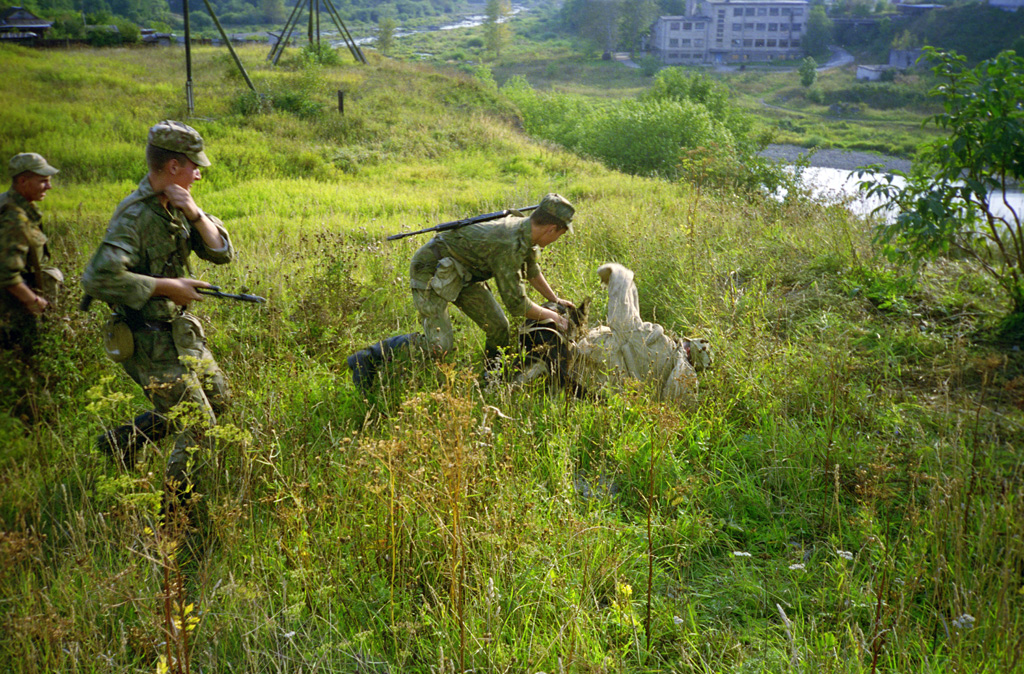
Övning vid estniska gränsen. Olaga gränsöverskridare grips.
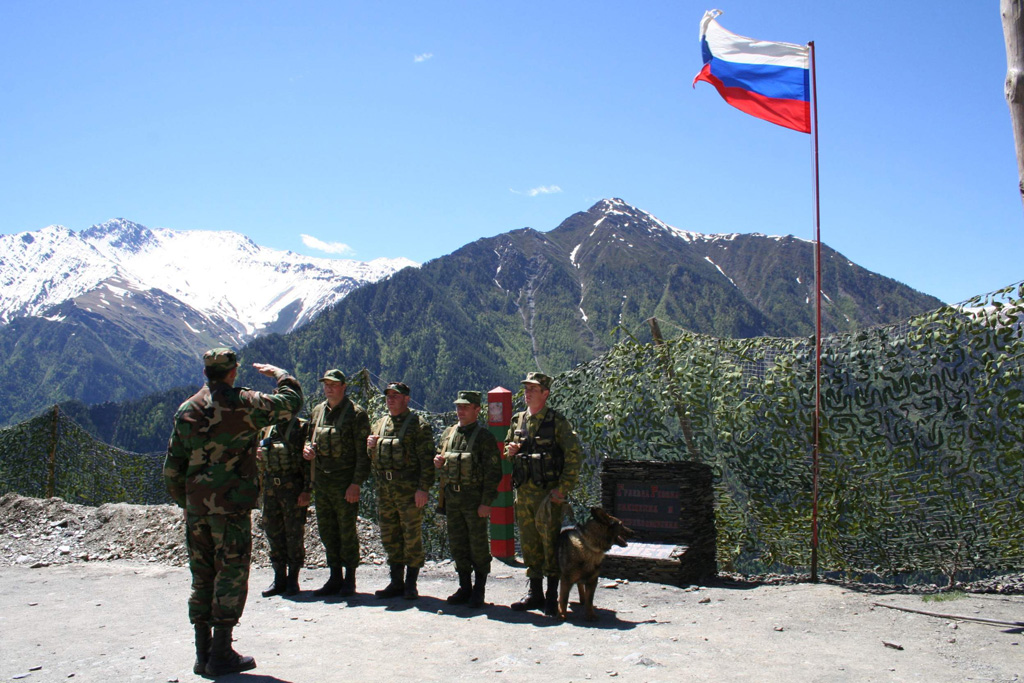
Gränspostering i Dagestan vid gränsen mot Georgien. En gränspatrull skall utgå.
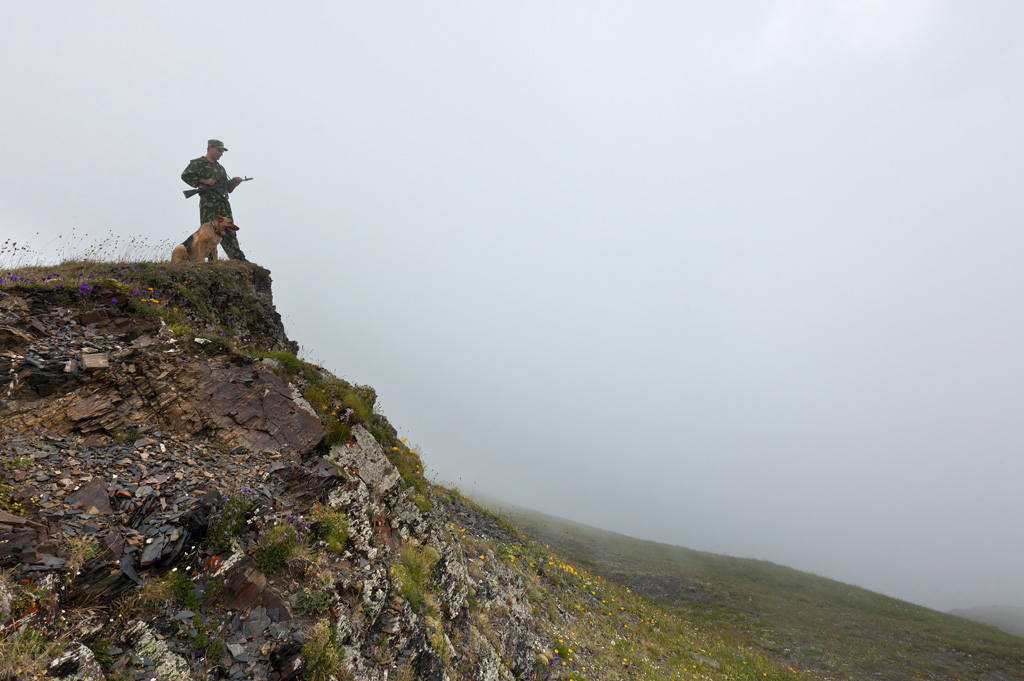
Hundpatrull i Kaukasus.
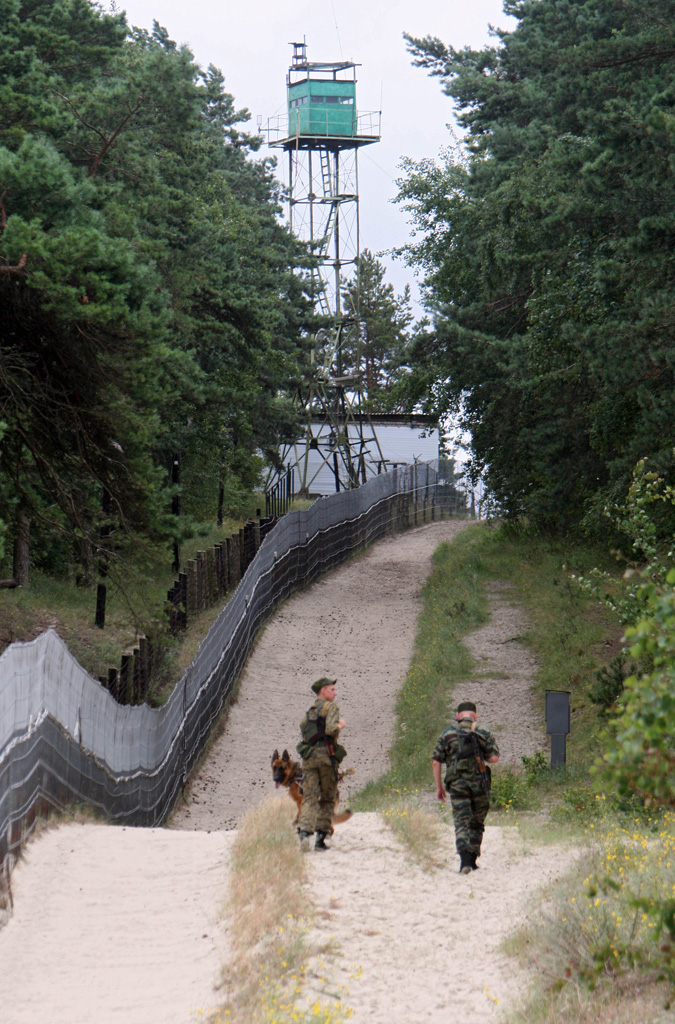
Gränsövervakning vid den polska gränsen.